# Associazione Calcio Monza 1973-1974
Questa voce raccoglie le informazioni riguardanti l'Associazione Calcio Monza nelle competizioni ufficiali della stagione 1973-1974.

## Stagione
Il Monza, si affida a due importanti tecnici. Inizia il campionato Gino Pivatelli, che viene poi sostituito da Mario David. Un'altra gloria nazionale sul viale del tramonto, Roberto Anzolin, che difende la porta biancorossa in questa stagione.
Il Monza parte molto bene, ma deve inchinarsi all'Alessandria che con pieno merito ottiene la promozione in Serie A. Miglior marcatore di stagione è Luigi Sanseverino con 11 reti. Esordisce in prima squadra il diciannovenne Patrizio Sala, totalizzando a fine stagione 8 presenze e una rete. 
Il fatto più rilevante di stagione è la conquista per la prima volta della prestigiosa Coppa Italia Semiprofessionisti, superando Seregno e Melzo nel quinto girone di qualificazione. Supera nei sedicesimi la Cremonese, negli ottavi il Modena, nei quarti la Triestina, in semifinale la Massese e nella finale disputata a Lucca il 29 giugno 1974 batte il Lecce 1-0.

## Rosa
| N. |                   | Ruolo | Calciatore         |
| -- | ----------------- | ----- | ------------------ |
|    | Italia (bandiera) | P     | Roberto Anzolin    |
|    | Italia (bandiera) | P     | Marziano Colombo   |
|    | Italia (bandiera) | D     | Stefano Capozucca  |
|    | Italia (bandiera) | D     | Dante Capra        |
|    | Italia (bandiera) | D     | Giancarlo Corti    |
|    | Italia (bandiera) | D     | Franco Fontana     |
|    | Italia (bandiera) | D     | Alberto Grossetti  |
|    | Italia (bandiera) | D     | Paolo Leban        |
|    | Italia (bandiera) | D     | Franco Lievore     |
|    | Italia (bandiera) | D     | Gian Filippo Reali |
|    | Italia (bandiera) | C     | Gianni Ardemagni   |
|    | Italia (bandiera) | C     | Uberto Biffi       |
|    | Italia (bandiera) | C     | Gabriele Bolognesi |

| N. |                   | Ruolo | Calciatore        |
| -- | ----------------- | ----- | ----------------- |
|    | Italia (bandiera) | C     | Italo Bonatti     |
|    | Italia (bandiera) | C     | Elio Garavaglia   |
|    | Italia (bandiera) | C     | Dante Maiani      |
|    | Italia (bandiera) | C     | Benito Michelazzi |
|    | Italia (bandiera) | C     | Mauro Pasqualini  |
|    | Italia (bandiera) | C     | Giacomo Perego    |
|    | Italia (bandiera) | C     | Fabio Sala        |
|    | Italia (bandiera) | C     | Patrizio Sala     |
|    | Italia (bandiera) | A     | Roberto Antonelli |
|    | Italia (bandiera) | A     | Bruno Beretti     |
|    | Italia (bandiera) | A     | Giorgio Berlucchi |
|    | Italia (bandiera) | A     | Franco Garofalo   |
|    | Italia (bandiera) | A     | Luigi Sanseverino |

## Risultati

### Serie C

#### Girone di andata
| Arbitro: | Lattanzi (Macerata) |

|                                                   |           |                |
| Stefanelli 23’ (aut.) Ardemagni 61’ Grossetti 88’ | Marcatori | 89’ Stefanelli |

| Arbitro: | Vannucchi (Bologna) |

|  |           |                           |
|  | Marcatori | 31’ F. Sala Antonelli 40’ |

| Arbitro: | Lupi (Genova) |

|              |           |  |
| Ardemagni 1’ | Marcatori |  |

| Arbitro: | Lanzetti (Viterbo) |

|                     |           |                    |
| Schilirò 20’ (rig.) | Marcatori | 11’ (aut.) De Luca |

| Monza 14 ottobre 1973 5ª giornata | Monza         | 0 – 0 | Pro Vercelli | Stadio Gino Alfonso Sada\| Arbitro: \| Prati (Parma) \| |
| Arbitro:                          | Prati (Parma) |       |              |                                                         |

| Arbitro: | Menicucci (Firenze) |

|                                   |           |  |
| De Nadai 6’ Marchi 80’ Foglia 86’ | Marcatori |  |

| Arbitro: | Sancini (Bologna) |

|                 |           |           |
| Sanseverino 76’ | Marcatori | 79’ Lesca |

| Arbitro: | Turiano (reggio Calabria) |

|                |           |  |
| Bellinazzi 68’ | Marcatori |  |

| Arbitro: | Busalacchi (Palermo) |

|                      |           |  |
| Grossetti 24’ (rig.) | Marcatori |  |

| Arbitro: | Esposito (Torre Annunziata) |

|                |           |  |
| Casagrande 24’ | Marcatori |  |

| Monza 25 novembre 1973 11ª giornata | Monza               | 0 – 0 | Mantova | Stadio Gino Alfonso Sada\| Arbitro: \| Chiapponi (Livorno) \| |
| Arbitro:                            | Chiapponi (Livorno) |       |         |                                                               |

| Savona 2 dicembre 1973 12ª giornata | Savona             | 0 – 0 | Monza | Stadio Valerio Bacigalupo\| Arbitro: \| Lanzetti (Viterbo) \| |
| Arbitro:                            | Lanzetti (Viterbo) |       |       |                                                               |

| Solbiate Arno 9 dicembre 1973 13ª giornata | Solbiatese     | 0 – 0 | Monza | Stadio Felice Chinetti\| Arbitro: \| Lapi (Firenze) \| |
| Arbitro:                                   | Lapi (Firenze) |       |       |                                                        |

| Arbitro: | Frasso (Capua) |

|                           |           |                  |
| Bolognesi 23’ Beretti 85’ | Marcatori | 64’ (aut.) Leban |

| Arbitro: | Fuschi (Pescara) |

|           |           |                 |
| Girol 18’ | Marcatori | 72’ Sanseverino |

| Arbitro: | Crista (Livorno) |

|                                           |           |  |
| Perego 30’, 62’ Sanseverino 67’, 81’, 87’ | Marcatori |  |

| Arbitro: | Schena (Foggia) |

|                            |           |  |
| Dalle Vedove 32’ Baisi 67’ | Marcatori |  |

| Arbitro: | Vivarelli (Firenze) |

|                        |           |  |
| Sanseverino 83’ (rig.) | Marcatori |  |

| Arbitro: | Baldoni (Ancona) |

|                          |           |  |
| Cipelli 64’ Ballarin 74’ | Marcatori |  |

#### Girone di ritorno
| Arbitro: | Marino (Genova) |

|  |           |                      |
|  | Marcatori | 29’ (rig.) Grossetti |

| Arbitro: | Prato (Lecce) |

|             |           |  |
| Beretti 67’ | Marcatori |  |

| Arbitro: | Testuzza (Genova) |

|                          |           |            |
| Peressin 23’, 70’ (rig.) | Marcatori | 8’ Beretti |

| Arbitro: | Gazzari (Macerata) |

|                          |           |  |
| Perego 18’ Bolognesi 35’ | Marcatori |  |

| Arbitro: | Lupi (Genova) |

|                                 |           |  |
| Guarnieri 46’ B. Rossi 56’, 67’ | Marcatori |  |

| Monza 17 marzo 1974 25ª giornata | Monza                       | 0 – 0 | Lecco | Stadio Gino Alfonso Sada\| Arbitro: \| Esposito (Torre Annunziata) \| |
| Arbitro:                         | Esposito (Torre Annunziata) |       |       |                                                                       |

| Arbitro: | Falasca (Chieti) |

|  |           |               |
|  | Marcatori | 10’ Antonelli |

| Arbitro: | Busalacchi (Palermo) |

|                                   |           |                    |
| Antonelli 25’, 58’ Sanseverio 45’ | Marcatori | 80’ (aut.) Beretti |

| Seregno 7 aprile 1974 28ª giornata | Seregno           | 0 – 0 | Monza | Stadio Ferruccio Trabattoni\| Arbitro: \| Sancini (Bologna) \| |
| Arbitro:                           | Sancini (Bologna) |       |       |                                                                |

| Arbitro: | Foschi (Forlì) |

|                                        |           |  |
| Bolognesi 8’ Antonelli 34’ Beretti 67’ | Marcatori |  |

| Arbitro: | Tempio (Catania) |

|  |           |                             |
|  | Marcatori | 30’ (rig.), 55’ Sanseverino |

| Arbitro: | Mattei (Macerata) |

|                                 |           |                         |
| Corti 20’ P. Sala 47’ Leban 49’ | Marcatori | 65’ (rig.), 67’ Panucci |

| Arbitro: | Vaccaro (Torino) |

|  |           |               |
|  | Marcatori | 10’ Fumagalli |

| Arbitro: | Baldari (Roma) |

|                   |           |                 |
| Graziani 21’, 77’ | Marcatori | 19’ Sanseverino |

| Arbitro: | Fiumara (Roma) |

|              |           |  |
| Garofalo 85’ | Marcatori |  |

| Arbitro: | Lapi (Firenze) |

|              |           |  |
| Ulivieri 62’ | Marcatori |  |

| Arbitro: | Lo Bello (Siracusa) |

|                                       |           |  |
| F. Sala 16’ Corti 55’ Sanseverino 80’ | Marcatori |  |

| Arbitro: | Martelli (Imola) |

|                            |           |                         |
| Mongitore 24’ Rampanti 44’ | Marcatori | 30’ Beretti 45’ F. Sala |

| Arbitro: | Agate (Torino) |

|               |           |  |
| Antonelli 42’ | Marcatori |  |

### Coppa Italia Semiprofessionisti

#### Fase a eliminazione diretta
| Arbitro: | Ciulli (Roma) |

|                    |           |  |
| Di Somma 1’ (aut.) | Marcatori |  |